# John Benitez
Pour les articles homonymes, voir Benitez.
John Benitez surnommé Jellybean Benítez, est un compositeur, producteur et acteur américain né le 7 novembre 1957 dans le Bronx, à New York (États-Unis).
Il est disc jockey à la Fun House de New York et il est une figure importante de la dance des années 1980, proche de Madonna. Il crée son propre label de house music en 1995 : Jellybean Recordings.

## Discographie
- 1984 : Whotupsky (EMI)
- 1987 : Just Visiting This Planet (Chrysalis)
- 1988 : Jellybean Rock the House (Chrysalis)
- 1991 : Spillin' the Beans (Atlantic)
- 1991 : Toot Toot (Relief)
- 2000 : Jellybean's House Party (Mix) (Jellybean)

## Production Musicale
- Eurythmics
- Debbie Harry
- Flashdance (ost)
- Madonna
- Sting
- Whitney Houston
- Sheena Easton
- Book of Love

## Filmographie

### Comme compositeur
- 2002 : Dummy
- 2001 : Hip Hop Shop (vidéo)

### Comme producteur
- 1999 : Nuyorican Dream
- 2000 : For Love or Country: The Arturo Sandoval Story (TV)
- 2001 : Taina (série TV)
- 2001 : Angel Eyes de Luis Mandoki
- 2001 : Hip Hop Shop (vidéo)

### Comme acteur
- 1981 : Les Faucons de la nuit (Nighthawks) de Bruce Malmuth : DJ at Xenon
- 1995 : La Mutante (Species) : Dj At Discotheque